# Chil Rajchman
Chil (Enrique) Meyer Rajchman, známý též jako Henryk Reichman, případně pod falešným jménem Henryk Ruminowski (14. června 1914 – 7. května 2004) byl jedním ze 70 židovských vězňů, kterým se podařilo utéct z Treblinky, o níž později napsal knihu. Také svědčil v protinacistických procesech.

## Život
Chil Rajchman se narodil 14. června 1914 v polském městě Lodž. Jeho matka zemřela, když byl ještě malý a o šest dětí, Chila, jeho dvě sestry a tři bratry, se staral otec. Rodina měla finanční potíže. V té době sílil antisemitismus, proto se jeho starší bratr Moniek rozhodl v roce 1939 emigrovat do Sovětského svazu.
Po nacistické invazi do Polska se rodina přestěhovala do Pruskova, kde bylo na podzim roku 1940 zřízeno ghetto, kam byla rodina záhy umístěna. Všichni tamní Židé ale byli v únoru následujícího roku přemístěni do ghetta ve Varšavě. Chil a jeho sestra Anna tehdy získali pracovní povolení a měli se vydat do východopolského města Ostrów Lubelski. Vlak plný Židů z ghetta byl ale zastaven nacistickými jednotkami a cestující skončili v transportu do vyhlazovacího tábora Treblinka.   
Hned po příjezdu byl Chil oddělen od své sestry, která v táboře zemřela, a umístěn do pracovní jednotky Sonderkommando. Bylo mu nařízeno, aby stříhal vlasy ženám předtím, než je zplynují. Později měl za úkol vytrhávat obětem zlaté zuby a pomáhat při likvidaci těl (většinou šlo o spalování).
Rajchman byl jedním z asi 700 příslušníků Sonderkommanda, kteří se 2. srpna 1943 vzbouřili proti strážcům a jedním z asi sta vězňů, kterým se podařilo uniknout z tábora. Po tomto incidentu byl tábor oficiálně vyřazen z provozu. Rajchman se dostal do Varšavy, kde získal falešné doklady na jméno Henryk Ruminowski a přidal se k odboji. Nakonec byl jedním ze sedmdesáti uprchlých vězňů, kteří se dožili konce války. 
Dva týdny po osvobození Varšavy sovětskými jednotkami (17. ledna 1945) se Rajchman vrátil do rodného města. Většina tamních Židů přišla během války o život, mezi nimi i Rajchamnův otec a všichni sourozenci s výjimkou staršího bratra Monieka, který ji strávil na území Sovětského svazu. Rajchman bratra vyhledal a sám se v roce 1946 oženil s Lilou. Trojice (Chil s Lilou a Moniek) brzy emigrovala ze Svazu do Francie a následně do Uruguaye. Společně se usadili v Montevideu, kde se Rajchman stal aktivistou v místní židovské komunitě. Pomáhal se zakládáním Muzea holocaustu a byl přítomen u odhalení Památníku obětem holocaustu.
Roku 1980 byl tehdy šestašedesátiletý Rajchman kontaktován americkou ambasádou a pozván do Států. V březnu toho roku byl v rámci procesu vyslechnut Úřadem zvláštního vyšetřování amerického ministerstva spravedlnosti. Jeho výpověď byla klíčová v procesu s muži z jednotky Trawniki, strážci Treblinky, kteří padli do sovětského zajetí a byli vydáni do USA. Krom toho svědčil proti Johnu Demjanjukovi, vedoucím stráží v Treblince, který po válce utekl do USA. Toho sice Rajchman nepoznal na fotografii, ale identifikoval ho při fyzickém setkání. Demjanjuk byl později vydán do Izraele a v roce 1988 odsouzen během procesu s válečnými zločinci.
Lila Rajchmanová zemřela při nehodě v roce 1991. Chil Rajchman ji přežil o třináct let, zemřel v roce 2004 v Montevideu. Zanechal za sebou tři děti a jedenáct vnoučat.

## Odkaz

### Kniha
Rajchman sepsal během pobytu ve Varšavě v letech 1944–1945 paměti. Pro psaní použil jidiš. Trvalo ale ještě několik desítek let, než kniha poprvé vyšla. Stalo se tak v roce 1997 v Montevideu, paměti tehdy dostaly název Un grito por la vida: memorias (Nářek na celý život: paměti). Po Rajchmanově smrti v roce 2004 vyšly paměti i v dalších jazycích. Prvním z překladů byl francouzský; kniha vyšla v roce 2009 pod názvem Je suis le dernier Juif (Jsem poslední Žid). Ve stejném roce vyšla německá verze Ich bin der letzte Jude; Treblinka 1942/43. (Jsem poslední Žid; Treblinka 1942/43) O dva roky později vyšla kniha v Británii jako The Last Jew of Treblinka A Memoir (Paměti: Poslední Žid z Treblinky) a obsahovala krom samotného Rajchmanova díla předmluvu od Elieho Wiesela. V češtině se kniha jmenuje Útěk z Treblinky a vyšla v roce 2010.

### Dokument
Chil Rajchman a s ním další přeživší z Treblinky, Schmuel Willenberg a Kalman Taigman, vystoupili v roce 2002 v uruguayském dokumentárním filmu Despite Treblinka (Navzdor Treblince). Film měl premiéru na Kubě v rámci 24. Mezinárodního filmového festivalu latinskoamerických snímků.